# Emma Formas
Emma Formas de Dávila (Santiago, 1886 - ibidem 1959) fue una artista, pintora y escultora chilena.  

## Biografía
A los 24 años ingresa a la Academia de Bellas Artes, donde fue alumna de los pintores chilenos Pedro Lira, Alberto Valenzuela Llanos y del español, Fernando Álvarez de Sotomayor. Viaja a Europa a principios de los años 1920 a la Escuela de París, donde se encuentra con las artistas: Marta Cuevas, Emilia Guevara, Sara Malvar, Herminia Arrate y Henriette Petit, con quienes intercambio conocimientos. Estos viajes significaron el encuentro, compañerismo y solidaridad artística que propiciaron una transformación y renovación plástica de un grupo de artistas chilenos a partir de los años 1920. 
Participa en salones oficiales nacionales, destacándose principalmente en el género del retrato y en la ejecución de desnudos femeninos. Si bien su obra fue comentada en la prensa de la época por destacados críticos como Nathanael Yáñez Silva, existe poca información sobre su vida.

## Obra
La artista fue un importante exponente del movimiento femenino intelectual de principios de siglo XX. Aunque su especialidad fueron los retratos y desnudos femeninos, también ejecuta paisajes, cuadros de flores y naturalezas muertas al óleo sobre tela y pastel, al mismo tiempo se destacara también en la escultura. Desde la crítica de la época, fue una artista considerada como una figura promisoria del arte chileno, destacando su temperamento y condiciones de dibujante. Sus obras alcanzaron perfeccionamiento técnico, rasgos que mostraron su adhesión al romanticismo purista, al naturalismo y realismo. 
Entre sus obras más importantes cabe destacar Autorretrato (1919) y Desnudo (1920), ambas obras presentan una nueva forma de representar la imagen de la mujer sobre su propio cuerpo, lo que la inscribe en la apertura expresiva sobre como definir y exponer su propia corporalidad, que aun se asociaba a temas burgueses y actividades de carácter doméstico y privado.  
Sobre Autorretrato, presentado para el Salón de 1919, el crítico Nathanael Yáñez Silva dirá que «tiene bastante carácter y parecido. Es un poco crudo de color y fondo indeciso, defectos que no obscurecen las cualidades anotadas», donde evidencia los rasgos de una mujer con carácter y «espíritu libre», como la describe el mismo en 1919: «Es un espíritu fuerte. Oye las críticas, y toma de ellas lo que le conviene. Sabe ver claramente, con fina intuición femenina, donde puede haber en un juicio apasionamiento o frialdad para su labor, sabe, en una palabra 'leer' lo que se escribe sobre ella y ésta es una cualidad muy poco común entre los artistas en general...».
La historiadora del arte Gloria Cortés comenta sobre el Autorretrato: "En él, la autora aparece de medio cuerpo, sosteniendo un pincel en actitud reposada pero desafiante frente al espectador. La imagen de Formas corresponde al nuevo modelo de mujer de los años '20, que lleva falda corta y pelo recogido, en una expresión objetiva pero también propositiva del imaginario femenino". Este tipo de representación, otorga al autorretrato una forma de legitimación y reafirmación desde el género, buscando también la validación como profesionales de las artes.

## Premios y distinciones
- 1898 Mención Honrosa, Salón Oficial, Santiago, Chile
- 1910 Tercera Medalla, Salón Oficial, Santiago, Chile.
- 1915 Segunda Medalla, Salón Oficial Santiago, Chile.
- 1915 Mención Honrosa Sección Escultura, Salón Oficial, Santiago, Chile.
- 1919 Premio de Retrato Certamen Edwards, Salón Oficial, Santiago, Chile.
- 1920 Primera Medalla, Salón Oficial, Santiago, Chile

## Exposiciones individuales
- 1921 Galería Rivas Calvo, Santiago.

## Exposiciones colectivas
- 1898 Salón Oficial de Santiago, Chile.
- 1910 Salón Oficial de Santiago, Chile.
- 1911 Salón Oficial de Santiago, Chile.
- 1913 Salón Oficial de Santiago, Chile.
- 1913 Exposición de Arte Femenino, Salón El Mercurio, Santiago, Chile.
- 1915 Exposición Anual Bellas Artes, Santiago
- 1916 Exposición Anual Bellas Artes, Santiago.
- 1919 Salón Oficial de Santiago.
- 1920 Salón Oficial de Santiago.
- 1920 Salón de Otoño, Museo Nacional de Bellas Artes, Santiago.
- 1923 Salón Oficial de Santiago.
- 1929 Salón Oficial de Santiago.
- 1930 Museo Nacional de Bellas Artes, Cincuentenario de su Fundación, Santiago.
- 1949 El Retrato en la Pintura Chilena. Museo Nacional de Bellas Artes, Santiago.
- 1970 El Retrato y la Figura en la Pintura Chilena, Liga Marítima de Valparaíso.
- 1973 Pintores de la Generación del 13, Instituto Cultural de Las Condes, Santiago.
- 1975 La Mujer en el Arte, Museo Nacional de Bellas Artes.
- 1983 Pintura Chilena de la Colección del Museo Nacional de Bellas Artes, Museo Nacional de Bellas Artes, Santiago.
- 2017 Desacatos. Prácticas artísticas femeninas 1835-1938, Museo Nacional de Bellas Artes, Santiago, Chile.

## Colecciones públicas
Museo Nacional de Bellas Artes:
- El ciego Cáceres, óleo sobre tela, 70 x 49 cm.
- Desnudo, pastel sobre papel, 110 x 80 cm.

## Colecciones particulares
Colección Roberto Palumbo:
- Adolescente con cántaro, óleo sobre tela, 57 x 36 cm.